# Brita Nilsdotter
Brita Nilsdotter (Finnerödja, 1756 - Estocolmo, 19 de Março de 1825) foi uma soldada sueca, que fez fama ao lutar na Batalha de Svensksund e na de Vyborg Bay (ambas na Guerra Russo-Sueca de 1788-1790) como fuzileiro naval com o nome de "soldado Petter Hagberg"

## História
Brita Nilsdotter casou-se com o soldado Peter Anders Hagberg. Pouco depois do matrimônio, o marido foi convocado para servir na Guerra Russo-Sueca de 1788-1790. Para se encontrar com o marido, Brita se vestiu de homem e alistou-se com o nome de Petter Hagberg. No front, eles se reencontraram, mas não podiam revelar a verdade. Brita e Peter passaram a manter relações sexuais escondidos. Na batalha de Björkö Sund, Brita foi ferida e teve que ser atendida - a contragosto - por um médico do exército. Assim, foi descoberta, e teve que voltar a seu país.
Após a guerra, porém, sua coragem foi reconhecida: Brita ganhou uma pensão (inédito na época) e foi concedida uma licença para o comércio (também inédito para uma mulher casada). Foi premiada, ainda, com uma medalha de bravura e teve um funeral militar.